# Новокаякентский сельсовет
Новокаякентский сельсовет  — административно-территориальная единица и муниципальное образование со статусом сельского поселения в Каякентском районе Дагестана Российской Федерации.
Административный центр — село Новокаякент.

## Население
| 2002  | 2010  | 2012  | 2013  | 2014  | 2015  | 2016  |
| ----- | ----- | ----- | ----- | ----- | ----- | ----- |
| 5596  | ↘5325 | ↘5288 | ↘5185 | ↘5136 | ↗5149 | ↗5330 |
| 2017  | 2018  | 2019  | 2020  | 2021  | 2023  | 2024  |
| ↗5415 | ↗5456 | ↗5497 | ↗5542 | ↗6138 | ↗6264 | ↗6333 |
| 2025  |       |       |       |       |       |       |
| ↗6400 |       |       |       |       |       |       |

## Состав
| № | Населённый пункт | Тип населённого пункта       | Население |
| - | ---------------- | ---------------------------- | --------- |
| 1 | Инчхе            | село                         | ↘186      |
| 2 | Новокаякент      | село, административный центр | ↗5952     |